# Pątnów Legnicki (stacja kolejowa)
Pątnów Legnicki – stacja kolejowa w Legnicy, w województwie dolnośląskim,

## Bibliografia

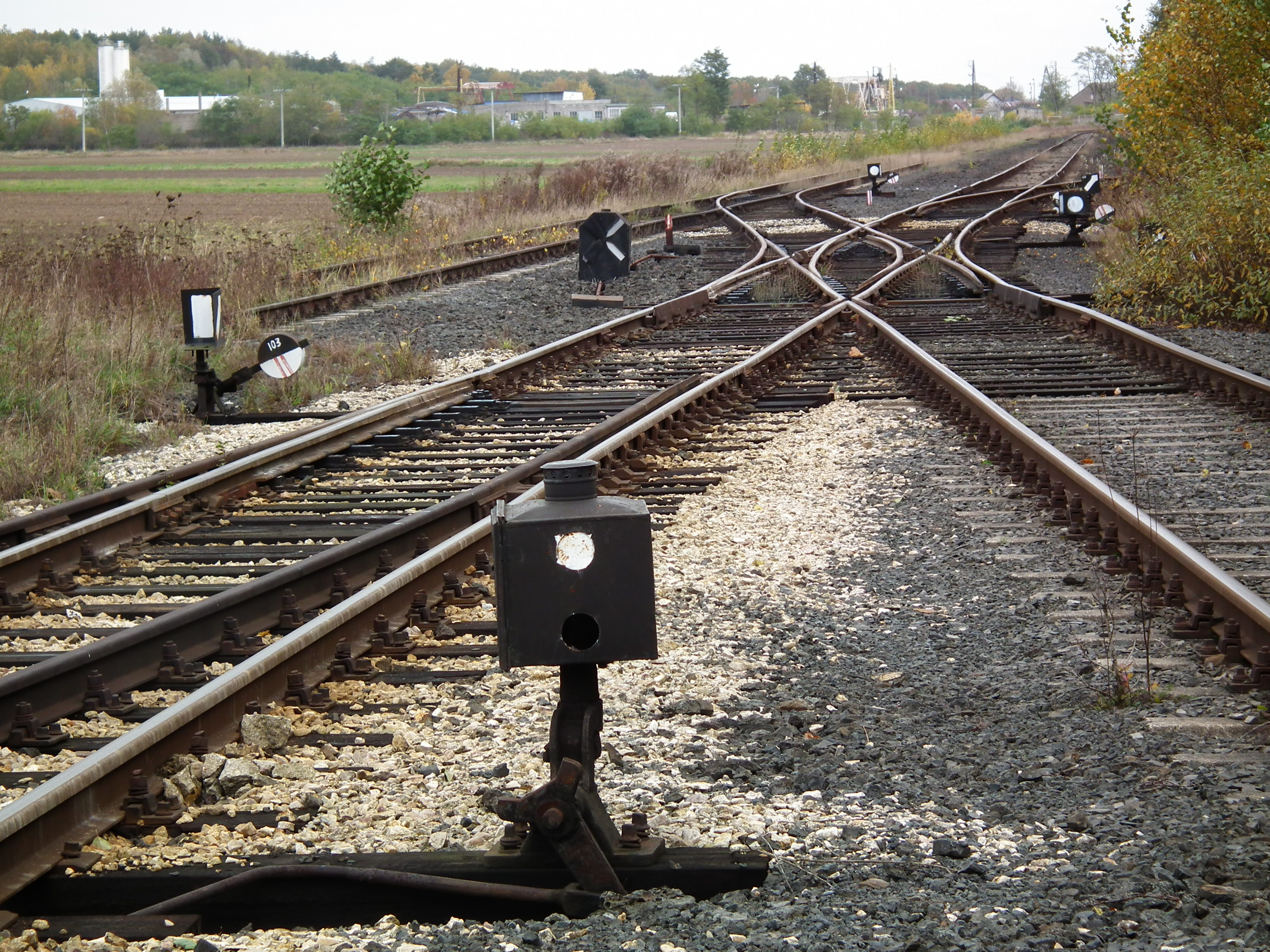
Rozjazdy grupy torowej elektrociepłowni